# Gornje Stopanje
Gornje Stopanje (cyr. Горње Стопање) – wieś w Serbii, w okręgu jablanickim, w mieście Leskovac. W 2011 roku liczyła 1829 mieszkańców.